# Trophée LEN féminin 2010-2011
Navigation
Édition précédente Édition suivante
Le trophée LEN féminin 2010-2011 est la douzième édition du trophée de la Ligue européenne de natation, la seconde compétition annuelle des meilleurs clubs européens de water-polo féminin.
Elle est organisée par la Ligue européenne de natation (LEN) du 10 décembre 2010 au 20 avril 2011, date du match retour de la finale remportée par le club italien Rapallo Nuoto.

## Participants
Vingt équipes représentant onze fédérations sont inscrites au tour de qualification et au tour préliminaire.
Chaque fédération peut inscrire deux équipes au tour de qualification en sachant que les fédérations classées dans les quatre premières places du trophée LEN 2009-2010 peuvent qualifier une de leurs équipes directement au tour préliminaire. Cette saison, deux clubs grecs, un club néerlandais et un club russe bénéficie de cette qualification.
Sauf si la fédération fait participer ses champions et vice-champions, les équipes qualifiées pour le trophée LEN sont les troisième et quatrième de leur championnat national.
| Tour préliminaire     | Tour préliminaire       | Tour préliminaire | Tour préliminaire | Tour préliminaire | Tour préliminaire   | Tour préliminaire | Tour préliminaire    |
| --------------------- | ----------------------- | ----------------- | ----------------- | ----------------- | ------------------- | ----------------- | -------------------- |
| (?)                   | GS Iraklis              | (?)               | NE Patron         | (?)               | Fysius Het Ravijn   | (?)               | UGRA KM              |
| Tour de qualification |                         |                   |                   |                   |                     |                   |                      |
| (?)                   | Hannoverscher SV v.1892 | (?)               | CW Dos Hermanas   | (?)               | EW Zaragoza         | (?)               | Lille UC             |
| (?)                   | Union Saint-Bruno       | (?)               | City of Liverpool | (?)               | West Longon Penguin | (?)               | Szentesi VK          |
| (?)                   | Rari Nantes Imperia     | (?)               | Rapallo Nuoto     | (?)               | ZVL Leiden          | (?)               | SKIF Moskva          |
| (?)                   | Uralochka Zlatoust      | (?)               | VK Tas 2000       | (?)               | KKPVR Vračar        | (?)               | Järfälla Simsällskap |

Légende :
- pour les équipes inscrites au tour de qualification : une flèche verte ascendante pour la qualification au second tour, deux flèches pour celle aux quarts de finale, trois pour celle aux demi-finales, un « F » pour le finaliste et un « V » pour le vainqueur ;
- pour les équipes inscrites au tour préliminaire : une flèche verte ascendante pour la qualification aux quarts de finale, deux pour celle aux demi-finales.

## Déroulement
Au tour de qualification, quatre équipes sont éliminées et douze rejoignent les quatre équipes directement qualifiées pour le tour préliminaire. Huit de ces seize participants se qualifient pour la phase suivante.
La phase à élimination directe se joue en matches aller-retour au meilleur du score cumulé des quarts jusqu'à la finale.

## Phase qualificative

### Tour de qualification
Le premier tour a lieu entre le vendredi 10 et le dimanche 12 décembre 2010. Les trois premiers se qualifient pour le tour préliminaire.
Le tirage au sort des groupes a lieu le 6 août 2010 à Stuttgart, en Allemagne.

#### Groupe A
Les matches du groupe A sont organisés à Imperia, en Italie.
| Rang | Équipe                     | Pts | J | G | N | P | Bp | Bc | Diff |
| ---- | -------------------------- | --- | - | - | - | - | -- | -- | ---- |
| 1    | Rari Nantes Imperia        | 9   | 3 | 3 | 0 | 0 | 45 | 7  | +38  |
| 2    | Escuela Waterpolo Zaragoza | 6   | 3 | 2 | 0 | 1 | 32 | 24 | +8   |
| 3    | West London Penguin        | 3   | 3 | 1 | 0 | 2 | 27 | 38 | -11  |
| 4    | Union Saint-Bruno          | 0   | 3 | 0 | 0 | 3 | 8  | 43 | -35  |

| Date        |                            | Score |                            | Quarts-temps          |
| ----------- | -------------------------- | ----- | -------------------------- | --------------------- |
| 10 décembre | West London Penguin        | 11-19 | Escuela Waterpolo Zaragoza | 2-6 ; 2-6 ; 3-4 ; 4-3 |
| 10 décembre | Rari Nantes Imperia        | 21-0  | Union Saint-Bruno          | 5-0 ; 5-0 ; 6-0       |
| 11 décembre | Union Saint-Bruno          | 6-12  | West London Penguin        | 1-4 ; 3-3 ; 1-2 ; 1-3 |
| 11 décembre | Rari Nantes Imperia        | 11-3  | Escuela Waterpolo Zaragoza | 4-1 ; 3-1 ; 2-0 ; 2-1 |
| 12 décembre | Escuela Waterpolo Zaragoza | 10-2  | Union Saint-Bruno          | 2-0 ; 4-1 ; 2-0 ; 2-1 |
| 12 décembre | Rari Nantes Imperia        | 13-4  | West London Penguin        | 5-1 ; 2-1 ; 4-0 ; 2-2 |

#### Groupe B
Les matches du groupe B ont lieu à Hanovre, en Allemagne.
| Rang | Équipe                               | Pts | J | G | N | P | Bp | Bc | Diff |
| ---- | ------------------------------------ | --- | - | - | - | - | -- | -- | ---- |
| 1    | Uralochka Zlatoust                   | 9   | 3 | 3 | 0 | 0 | 89 | 19 | +70  |
| 2    | Hannoverscher Schwimmverein von 1892 | 6   | 3 | 2 | 0 | 1 | 45 | 36 | +9   |
| 3    | KKPVR Vračar                         | 3   | 3 | 1 | 0 | 2 | 19 | 56 | -37  |
| 4    | Järfälla Simsällskap                 | 0   | 3 | 0 | 0 | 3 | 20 | 62 | -42  |

| Date        |                                      | Score |                                      | Quarts-temps           |
| ----------- | ------------------------------------ | ----- | ------------------------------------ | ---------------------- |
| 10 décembre | KKPVR Vračar                         | 2-32  | Uralochka Zlatoust                   | 0-5 ; 2-9 ; 0-10 ; 0-8 |
| 10 décembre | Järfälla Simsällskap                 | 8-16  | Hannoverscher Schwimmverein von 1892 | 3-4 ; 0-6 ; 4-3 ; 1-3  |
| 11 décembre | Uralochka Zlatoust                   | 35-5  | Järfälla Simsällskap                 | 6-1 ; 11-1 ; 7-2       |
| 11 décembre | KKPVR Vračar                         | 6-17  | Hannoverscher Schwimmverein von 1892 | 1-6 ; 1-4 ; 2-3 ; 2-4  |
| 12 décembre | Järfälla Simsällskap                 | 7-11  | KKPVR Vračar                         | 2-4 ; 1-2 ; 2-1 ; 2-4  |
| 12 décembre | Hannoverscher Schwimmverein von 1892 | 12-22 | Uralochka Zlatoust                   | 4-7 ; 2-5 ; 5-4 ; 1-6  |

#### Groupe C
Les matches du groupe C sont joués à Rapallo, en Italie.
| Rang | Équipe                | Pts | J | G | N | P | Bp | Bc | Diff |
| ---- | --------------------- | --- | - | - | - | - | -- | -- | ---- |
| 1    | Rapallo Nuoto         | 9   | 3 | 3 | 0 | 0 | 41 | 15 | +26  |
| 2    | SKIF Moskva           | 6   | 3 | 2 | 0 | 1 | 52 | 21 | +31  |
| 3    | City of Liverpool     | 3   | 3 | 1 | 0 | 2 | 22 | 41 | -19  |
| 4    | Lille université club | 0   | 3 | 0 | 0 | 3 | 16 | 54 | -38  |

| Date        |                       | Score |                       | Quarts-temps           |
| ----------- | --------------------- | ----- | --------------------- | ---------------------- |
| 10 décembre | SKIF Moskva           | 25-3  | Lille université club | 7-0 ; 6-2 ; 10-0 ; 2-1 |
| 10 décembre | Rapallo Nuoto         | 15-1  | City of Liverpool     | 5-0 ; 1-1 ; 5-0 ; 4-0  |
| 11 décembre | Lille université club | 6-13  | City of Liverpool     | 0-4 ; 2-4 ; 2-1        |
| 11 décembre | Rapallo Nuoto         | 10-7  | SKIF Moskva           | 0-2 ; 4-2 ; 3-1 ; 3-2  |
| 12 décembre | City of Liverpool     | 8-20  | SKIF Moskva           | 1-4 ; 1-4 ; 2-6 ; 0-6  |
| 12 décembre | Rapallo Nuoto         | 16-7  | Lille université club | 1-2 ; 4-2 ; 4-1 ; 7-2  |

#### Groupe D
Les matches du groupe D ont lieu à Obrenovac, en Serbie.
| Rang | Équipe                      | Pts | J | G | N | P | Bp | Bc | Diff |
| ---- | --------------------------- | --- | - | - | - | - | -- | -- | ---- |
| 1    | ZVL Leiden                  | 9   | 3 | 3 | 0 | 0 | 31 | 18 | +13  |
| 2    | Szentesi Vízilabda Klub     | 6   | 3 | 2 | 0 | 1 | 30 | 15 | +15  |
| 3    | Club Waterpolo Dos Hermanas | 3   | 3 | 1 | 0 | 2 | 17 | 19 | -2   |
| 4    | Vaterpolo klub Tas 2000     | 0   | 3 | 0 | 0 | 3 | 15 | 31 | -16  |

| Date        |                             | Score |                             | Quarts-temps          |
| ----------- | --------------------------- | ----- | --------------------------- | --------------------- |
| 10 décembre | Vaterpolo klub Tas 2000     | 2-13  | Szentesi Vízilabda Klub     | 0-3 ; 0-2 ; 2-3 ; 0-5 |
| 10 décembre | ZVL Leiden                  | 11-6  | Club Waterpolo Dos Hermanas | 5-1 ; 3-1 ; 2-1 ; 1-3 |
| 11 décembre | Szentesi Vízilabda Klub     | 6-10  | ZVL Leiden                  | 1-3 ; 1-2 ; 3-3       |
| 11 décembre | Vaterpolo klub Tas 2000     | 7-8   | Club Waterpolo Dos Hermanas | 3-1 ; 2-2 ; 0-2 ; 2-3 |
| 12 décembre | Club Waterpolo Dos Hermanas | 3-11  | Szentesi Vízilabda Klub     | 0-2 ; 0-2 ; 0-1 ; 3-6 |
| 12 décembre | Vaterpolo klub Tas 2000     | 6-10  | ZVL Leiden                  | 1-2 ; 2-3 ; 2-4 ; 1-1 |

### Tour préliminaire
Le tour préliminaire a lieu du 21 au 23 janvier 2011. Le tirage au sort des groupes du tour préliminaire a lieu le 14 décembre 2010 à Trieste, en Italie.

#### Groupe E
Les matches du groupe E ont lieu à Nijverdal, aux Pays-Bas.
| Rang | Équipe              | Pts | J | G | N | P | Bp | Bc | Diff |
| ---- | ------------------- | --- | - | - | - | - | -- | -- | ---- |
| 1    | SKIF Moskva         | 7   | 3 | 2 | 1 | 0 | 50 | 21 | +29  |
| 2    | Fysius Het Ravijn   | 7   | 3 | 2 | 1 | 0 | 46 | 18 | +28  |
| 3    | Rari Nantes Imperia | 3   | 3 | 1 | 0 | 2 | 29 | 20 | +9   |
| 4    | KKPVR Vračar        | 0   | 3 | 0 | 0 | 3 | 6  | 72 | -66  |

| Date       |                     | Score |                     | Quarts-temps          |
| ---------- | ------------------- | ----- | ------------------- | --------------------- |
| 21 janvier | SKIF Moskva         | 28-1  | KKPVR Vračar        | 7-1 ; 7-0 ; 9-0 ; 5-0 |
| 21 janvier | Fysius Het Ravijn   | 7-4   | Rari Nantes Imperia | 1-2 ; 1-0 ; 3-2 ; 2-0 |
| 22 janvier | Fysius Het Ravijn   | 27-2  | KKPVR Vračar        | 6-0 ; 9-0 ; 4-1 ; 8-1 |
| 22 janvier | Rari Nantes Imperia | 8-10  | SKIF Moskva         | 3-3 ; 1-3 ; 2-2       |
| 23 janvier | KKPVR Vračar        | 3-17  | Rari Nantes Imperia | 0-4 ; 1-3 ; 2-6 ; 0-4 |
| 23 janvier | Fysius Het Ravijn   | 12-12 | SKIF Moskva         | 3-4 ; 4-2 ; 2-5 ; 3-1 |

#### Groupe F
Les matches du groupe F sont organisés à Patras, en Grèce.
| Rang | Équipe                               | Pts | J | G | N | P | Bp | Bc | Diff |
| ---- | ------------------------------------ | --- | - | - | - | - | -- | -- | ---- |
| 1    | Rapallo Nuoto                        | 9   | 3 | 3 | 0 | 0 | 59 | 18 | +41  |
| 2    | Naftikos Enosi Patron                | 6   | 3 | 2 | 0 | 1 | 40 | 34 | +6   |
| 3    | Hannoverscher Schwimmverein von 1892 | 3   | 3 | 1 | 0 | 2 | 28 | 47 | -19  |
| 4    | Club Waterpolo Dos Hermanas          | 0   | 3 | 0 | 0 | 3 | 17 | 45 | -28  |

| Date       |                                      | Score |                                      | Quarts-temps          |
| ---------- | ------------------------------------ | ----- | ------------------------------------ | --------------------- |
| 21 janvier | Hannoverscher Schwimmverein von 1892 | 6-20  | Rapallo Nuoto                        | 0-7 ; 1-6 ; 3-3 ; 2-4 |
| 21 janvier | Naftikos Enosi Patron                | 14-4  | Club Waterpolo Dos Hermanas          | 3-1 ; 4-0 ; 2-2 ; 5-1 |
| 22 janvier | Rapallo Nuoto                        | 21-4  | Club Waterpolo Dos Hermanas          | 7-1 ; 5-1 ; 5-0 ; 4-2 |
| 22 janvier | Hannoverscher Schwimmverein von 1892 | 12-18 | Naftikos Enosi Patron                | 4-6 ; 2-5 ; 5-5 ; 1-2 |
| 23 janvier | Club Waterpolo Dos Hermanas          | 9-10  | Hannoverscher Schwimmverein von 1892 | 4-6 ; 0-1 ; 1-3 ; 4-0 |
| 23 janvier | Naftikos Enosi Patron                | 8-18  | Rapallo Nuoto                        | 1-5 ; 2-5 ; 4-6 ; 1-2 |

#### Groupe G
Les matches du groupe G ont lieu à Saragosse, en Espagne.
| Rang | Équipe                       | Pts | J | G | N | P | Bp | Bc | Diff |
| ---- | ---------------------------- | --- | - | - | - | - | -- | -- | ---- |
| 1    | Uralochka Zlatoust           | 9   | 3 | 3 | 0 | 0 | 45 | 26 | +19  |
| 2    | Gymnastikos Syllogos Iraklis | 4   | 3 | 1 | 1 | 1 | 36 | 30 | +6   |
| 3    | Escuela Waterpolo Zaragoza   | 4   | 3 | 1 | 1 | 1 | 29 | 31 | -2   |
| 4    | City of Liverpool            | 0   | 3 | 0 | 0 | 3 | 21 | 44 | -23  |

| Date       |                              | Score |                              | Quarts-temps          |
| ---------- | ---------------------------- | ----- | ---------------------------- | --------------------- |
| 21 janvier | Escuela Waterpolo Zaragoza   | 10-14 | Uralochka Zlatoust           | 4-4 ; 1-2 ; 3-4 ; 2-4 |
| 21 janvier | Gymnastikos Syllogos Iraklis | 17-7  | City of Liverpool            | 3-4 ; 5-0 ; 4-2 ; 5-1 |
| 22 janvier | Gymnastikos Syllogos Iraklis | 10-14 | Uralochka Zlatoust           | 3-4 ; 1-3 ; 4-5 ; 2-2 |
| 22 janvier | Escuela Waterpolo Zaragoza   | 10-8  | City of Liverpool            | 1-1 ; 3-1 ; 2-2 ; 4-4 |
| 23 janvier | City of Liverpool            | 6-17  | Uralochka Zlatoust           | 1-2 ; 1-8 ; 3-2 ; 1-5 |
| 23 janvier | Escuela Waterpolo Zaragoza   | 9-9   | Gymnastikos Syllogos Iraklis | 3-3 ; 2-2 ; 3-2 ; 1-2 |

#### Groupe H
Les matches du groupe H se déroulent à Hódmezővásárhely, en Hongrie.
| Rang | Équipe                  | Pts | J | G | N | P | Bp | Bc | Diff |
| ---- | ----------------------- | --- | - | - | - | - | -- | -- | ---- |
| 1    | Szentesi Vízilabda Klub | 9   | 3 | 3 | 0 | 0 | 38 | 21 | +17  |
| 2    | ZVL Leiden              | 6   | 3 | 2 | 0 | 1 | 36 | 22 | +14  |
| 3    | UGRA Kanthy-Mantsiysk   | 3   | 3 | 1 | 0 | 2 | 43 | 23 | +20  |
| 4    | West London Penguin     | 0   | 3 | 0 | 0 | 3 | 8  | 59 | -51  |

| Date       |                         | Score |                       | Quarts-temps          |
| ---------- | ----------------------- | ----- | --------------------- | --------------------- |
| 21 janvier | ZVL Leiden              | 9-8   | UGRA Kanthy-Mantsiysk | 3-3 ; 1-2 ; 2-2 ; 3-1 |
| 21 janvier | Szentesi Vízilabda Klub | 15-3  | West London Penguin   | 4-0 ; 5-1 ; 2-0 ; 4-2 |
| 22 janvier | UGRA Kanthy-Mantsiysk   | 25-2  | West London Penguin   | 5-1 ; 7-1 ; 6-0 ; 7-0 |
| 22 janvier | Szentesi Vízilabda Klub | 11-8  | ZVL Leiden            | 1-2 ; 4-3 ; 3-1 ; 3-2 |
| 23 janvier | West London Penguin     | 3-19  | ZVL Leiden            | 0-4 ; 1-4 ; 1-5 ; 1-6 |
| 23 janvier | Szentesi Vízilabda Klub | -     | UGRA Kanthy-Mantsiysk | 0-2 ; 5-2 ; 4-3 ; 3-3 |

## Phase à élimination directe
Chaque tour de cette phase se joue en matches aller et retour. Se qualifie l'équipe qui a le meilleur score cumulé. Une prolongation de deux fois trois minutes, voire une séance de tirs au but, sont prévues pour départager les équipes à la fin du match retour.

### Quarts de finale
Le tirage au sort des quarts de finale a lieu le 24 janvier 2011 à Luxembourg.
| Hôte aller (12 ou 13 février) | aller | Score total | retour | Hôte retour (26 ou 27 février) | quarts-temps aller    | quarts-temps retour   |
| ----------------------------- | ----- | ----------- | ------ | ------------------------------ | --------------------- | --------------------- |
| Szentesi Vízilabda Klub       | 15-12 | 28-27       | 13-15  | Naftikos Enosi Patron          | 2-1 ; 4-5 ; 3-2 ; 6-4 | 3-4 ; 3-3 ; 5-4 ; 2-4 |
| Rapallo Nuoto                 | 13-8  | 20-18       | 7-10   | ZVL Leiden                     | 2-1 ; 4-2 ; 5-2 ; 2-3 | 1-3 ; 1-4 ; 2-2 ; 3-1 |
| Gymnastikos Syllogos Iraklis  | 9-13  | 22-32       | 13-19  | SKIF Moskva                    | 1-4 ; 2-3 ; 5-4 ; 1-2 | 3-5 ; 3-3 ; 5-6 ; 2-5 |
| Fysius Het Ravijn             | 14-8  | 24-22       | 10-14  | Uralochka Zlatoust             | 6-3 ; 2-1 ; 3-3 ; 3-1 | 3-3 ; 1-5 ; 4-4 ; 2-2 |

### Demi-finales
Le tirage au sort des demi-finales a lieu le 28 février 2011 à Luxembourg.
| Hôte aller              | aller 5 et 6 mars | Score total | retour 19 mars | Hôte retour   | quarts-temps aller    | quarts-temps retour   |
| ----------------------- | ----------------- | ----------- | -------------- | ------------- | --------------------- | --------------------- |
| Szentesi Vízilabda Klub | 7-5               | 12-13       | 5-8            | Rapallo Nuoto | 0-0 ; 2-1 ; 3-2 ; 2-2 | 1-3 ; 2-2 ; 1-2 ; 1-1 |
| Fysius Het Ravijn       | 12-5              | 18-13       | 6-8            | SKIF Moskva   | 6-2 ; 1-2 ; 1-1 ; 4-0 | 2-3 ; 1-2 ; 2-1 ; 1-2 |

### Finale
Le tirage au sort de l'ordre des matches a lieu le 21 mars 2011 à Luxembourg.
| Hôte aller        | aller 6 avril | Score total | retour 20 avril | Hôte retour   | quarts-temps aller    | quarts-temps retour   |
| ----------------- | ------------- | ----------- | --------------- | ------------- | --------------------- | --------------------- |
| Fysius Het Ravijn | 12-5          | 15-17       | 3-12            | Rapallo Nuoto | 7-2 ; 2-2 ; 2-0 ; 1-1 | 2-1 ; 4-1 ; 5-0 ; 1-1 |

## Sources
- [PDF] (en) Partie 3 du règlement des coupes d'Europe de clubs, Ligue européenne de natation, 5 août 2008.